# Ý thức giai cấp
Trong triết học chính trị mà chủ yếu là chủ nghĩa Marx, ý thức giai cấp là hệ thống niềm tin của một người về giai cấp xã hội hoặc giai tầng kinh tế của họ trong xã hội, cấu trúc của giai cấp, và lợi ích giai cấp của họ. Đây là một nhận thức có tính cốt lõi làm dấy lên một cuộc cách mạng sẽ "tạo ra một chế độ chuyên chính của giai cấp vô sản, biến nó từ một số đông có thu nhập tiền lương và tài sản ít hơn trở thành thành giai cấp cầm quyền", theo Karl Marx.